# Prieuré de Sion

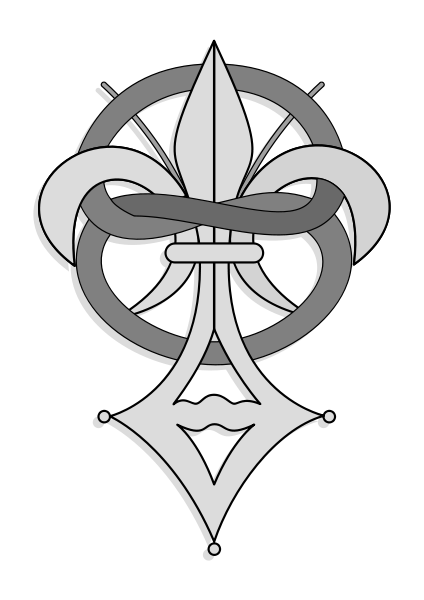
Symbol der Prieuré de Sion

Prieuré de Sion (von französisch prieuré: „Priorat“, „Kloster“ und Sion: „Zion“), oder auch Bruderschaft vom Berg Zion, ist der Name verschiedener, teils fiktiver Vereinigungen. Angeblich wurde eine Geheimloge dieses Namens während des Ersten Kreuzzuges von Gottfried von Bouillon in Jerusalem gegründet. Berühmtheiten wie Leonardo da Vinci, Isaac Newton und Victor Hugo sollen zu ihren geheimen Mitgliedern gezählt haben. Diese Version basiert auf gefälschten Dokumenten, die der französische Monarchist Pierre Plantard in Umlauf brachte, um dem Verein gleichen Namens, den er 1956 in Annemasse im Département Haute-Savoie gegründet hatte, eine Vorgeschichte anzudichten.
Die Vorstellung von einer solchen Geheimgesellschaft wurde seit Ende der 1960er Jahre von zahlreichen Autoren und Medien aufgegriffen und um weiteres Vorstellungsgut aus dem Bereich moderner Esoterik und Verschwörungstheorien angereichert. Sie gilt heute als widerlegt.

## Die Prieuré de Sion von 1956
Die Vereinigung Prieuré de Sion wurde von Pierre Plantard offiziell am 7. Mai 1956 durch Hinterlegung der Statuten in Saint-Julien-en-Genevois in Hochsavoyen gegründet. Der Name „Sion“ soll aus einem Ortsnamen der Region, Sion-les-Mines oder Mont Sion, entlehnt sein, sollte aber wohl von Anfang an auch den biblischen Berg Zion (frz. „Sion“) evozieren, auf den sich bereits in vorausgegangener Zeit Vereinigungen wie die 1843 von Théodore Ratisbonne gegründete Kongregation der Schwestern Unserer Lieben Frau von Sion bezogen hatten. Plantard firmierte bei der Gründung seiner Vereinigung als Generalsekretär, seine Mitgründer waren André Bonhomme (Präsident), Jean Deleaval (Vizepräsident) und Armand Defago (Schatzmeister). Die Vereinigung führte den zusätzlichen Titel Chevalerie d'Institutions et Règles Catholiques d'Union Independante et Traditionaliste mit der Abkürzung C.I.R.C.U.I.T. und gab insgesamt zwölf Nummern einer gleichnamigen Zeitschrift heraus. Zu den Zwecken der Vereinigung zählten den Statuten zufolge die gegenseitige Erziehung und Unterstützung ihrer Mitglieder, die Unterstützung der römisch-katholischen Kirche und die Hilfe für Schwache und Unterdrückte.

## Die „Plantard-Dossiers“
Bei den Plantard-Dossiers, nach einem ihrer Stücke auch Dossiers secrets d'Henri Lobineau (Geheime Dossiers des Henri Lobineau) genannt, handelt es sich um insgesamt sechs Schriftstücke, die Plantard in den 1960er-Jahren mithilfe des Schriftstellers, Schauspielers und Humoristen Philippe de Chérisey fälschte und in den Jahren 1964–1967 als anonyme Schenkungen in der Pariser Nationalbibliothek hinterlegen ließ. Zu diesen Dossiers gehörte auch eine fiktive Genealogie von Nachkommen des merowingischen Königshauses, aus der Plantard auch für sich selbst Anspruch auf den königlichen Thron herleitete, ferner Stücke zu der schon zuvor unter anderem von Robert Charroux verbreiteten Vorstellung von einem mysteriösen Merowingerschatz oder Templerschatz in dem südfranzösischen Dorf Rennes-le-Château. Eines dieser Pergamente wurde von einer Reproduktion des Codex Bezae kopiert, die in einem Buch von 1895 abgebildet ist.

## Die Wirkung der Plantard-Dossiers
Plantard und Chérisey standen in Verbindung mit Gérard de Sède, der bereits mit Büchern zu Templern und Katharern bekannt geworden war und unter Berufung auf die Plantard-Dossiers seit 1967 mehrere Bücher über den Schatz von Rennes-le-Château publizierte. Deren erstes, Le trésor maudit de Rennes-le-Château (Der verfluchte Schatz von Rennes-le-Château), inspirierte in den 1970er Jahren den britischen Autor und Schauspieler Henry Lincoln zu Büchern und Fernsehdokumentationen über dieses Thema. Gemeinsam mit dem amerikanischen Schriftsteller Richard Leigh und dem neuseeländischen Journalisten Michael Baigent veröffentlichte Lincoln 1982 das Buch Der Heilige Gral und seine Erben (The Holy Blood and the Holy Grail), das die mythische Genealogie noch um die Vorstellung von der „Blutlinie Jesu“ erweiterte: danach sollen Jesus von Nazareth und Maria Magdalena verheiratet gewesen sein und leibliche Nachkommen gehabt haben, zu denen auch die Merowingerkönige gehörten, und aus deren Name „Sangreal“ (französisch sang réal, „königliches Blut“) die Vorstellung vom Heiligen Gral (französisch saint gral) entstanden sei. Dieses Buch bildete seinerseits eine der Vorlagen für den Roman Sakrileg (The Da Vinci Code, 2003), und die Parallelen zwischen beiden Büchern wurden zum Anlass eines weltweit beachteten Plagiatsprozesses.
Auch Umberto Eco greift in seinem Roman Das Foucaultsche Pendel den „Schatz“ von Rennes-le-Château auf, allerdings auf satirische Weise.

## Die Entlarvung Plantards
Der Journalist Jean-Luc Chaumeil, der zum Freundeskreis Plantards gehörte, überwarf sich 1983/84 mit diesem Kreis und brachte anhand von Briefen von Plantard, Chérisey und Sède Interna und Details aus der Entstehungsgeschichte der Dossiers an die Öffentlichkeit. Plantard versuchte daraufhin, sich neue Glaubwürdigkeit zu verschaffen, indem er eine veränderte Version der Entstehungsgeschichte aufbrachte, wonach die Prieuré 1681 in Rennes-le-Château gegründet worden sei. Er stellte außerdem eine neue Liste der Großmeister zusammen, unter die er diesmal auch Roger-Patrice Pelat einreihte, einen französischen Geschäftsmann und Freund von François Mitterrand. Nachdem gegen Pelat im Februar 1989 Ermittlungen wegen einer Finanzaffäre aufgenommen worden waren und dieser kurz darauf verstorben war, wurde im Verlauf der weiteren Untersuchungen auch Plantard verhört und eine Hausdurchsuchung bei ihm durchgeführt. In den Verhören soll Plantard seine Erfindungen zugegeben und die Existenz einer Loge Prieuré de Sion verneint haben.
Plantard selbst vertrat daraufhin seine Vorstellungen nicht mehr öffentlich, aber in der Literatur und Populärkultur sind sie fester Bestandteil von Verschwörungstheorien, in denen auch die Geständnisse Plantards als Strategie zur Verschleierung der eigentlichen geschichtlichen Wahrheit gedeutet werden.

### Kritische Literatur
- Marie-France Etchegoin, Frédéric Lenoir: Das Geheimnis des Da-Vinci-Code. Wahrheit und Fiktion in Dan Browns „Sakrileg“. Piper, München 2005, ISBN 3-492-24630-3.
- Matthias Wörther: Betrugssache Jesus. Michael Baigents und andere Verschwörungstheorien auf dem Prüfstand. echter, Würzburg 2006, ISBN 3-429-02821-3.

### Vertreter der Verschwörungstheorie
- Henry Lincoln, Michael Baigent, Richard Leigh:
  - Der Heilige Gral und seine Erben. Lübbe, Bergisch Gladbach, 1982, ISBN 3-404-60182-3.
  - Der Gral. Das geheime Wirken der Bruderschaft. Tosa Verlagsgesellschaft mbH, Wien 2004, ISBN 3-85492-614-6.

### Filme zum Thema
- The History of a Mystery, BBC 1996
- Terra X – Geheimakte Sakrileg, 2005